# Узкоголовая пуголовка
Узкоголовая пуголовка (лат. Benthophilus leptocephalus) — вид лучепёрых рыб из семейства  бычковых. Эндемик Каспийского моря, морской глубоководный вид.

## Описание
Длина тела до 5,4 см. Тело спереди уплощённое. Голова крупная широкая. Чешуя заменена покровными костными образованиями. Жаберная щель маленькая. Плавательный пузырь отсутствует. Грудные плавники без свободных лучей. Кожной складки в углу рта нет. Подбородочный усик едва заметный или отсутствует.

## Ареал и местообитание
Эндемик Каспийского моря. Морской глубоководный вид, известный из западной части Среднего Каспия от устья Самура до 39°41′ с.ш. и из восточной части Южного Каспия между Туркменбаши и Эсенгулы. Нерест проходит на глубине 30–80 м, но основное местообитание расположено на глубине 50–300 м при солёности 12–13‰. 